# Gloeocoryneum hawaiiense
Gloeocoryneum hawaiiense är en svampart som beskrevs av B. Sutton & Hodges 1983. Gloeocoryneum hawaiiense ingår i släktet Gloeocoryneum, divisionen sporsäcksvampar och riket svampar.   Inga underarter finns listade i Catalogue of Life.